# パラグアイの音楽
パラグアイの音楽（パラグアイのおんがく）では、南米パラグアイの音楽文化について記述する。パラグアイの音楽は民俗音楽・民族音楽をルーツとして、長い歴史を持っている。

## 民俗音楽
パラグアイ・ポルカは三つのリズムと二つのリズムの組み合わせであり、ヨーロッパでは二つのリズムのみが用いられる。最も有名な音楽スタイルはグアラニアであり、1925年にパラグアイの音楽家のホセ・アスンシオン・フローレスによって大成された。グアラニアはゆっくりしたリズムとメランコリーな特性を持ったメロディーの組み合わせを用いてこの様式を達成した。その他のパラグアイにおけるポピュラーな伝統音楽のジャンルはサルスエラとパラグアイ・ポルカに起源を持つ「パラグアイの歌」である.。
スペイン・ギターとヨーロッパ・ハープは特に最もポピュラーな楽器であり、陽気なポルカと、パフォーマーがボトルを何本も頭の上に立ててくるくる踊る独特のボトル・ダンスといったダンスの中で用いられる。作曲家でありギタリストのアグスティン・バリオスはパラグアイの最もよく知られた輸出音楽作成者である。
パラグアイアン・ハープは国民様式の中で特筆に値するポピュラー楽器である。南アメリカのハープは確実に1557年に、ことによれば16世紀初頭にまで遡る。これらのハープは26から38の弦を持つが、最も典型的なものは36弦を超えない。しばしばオルガンまたはチェンバロと共に教会音楽で用いられる。パラグアイアン・ハープは一つのメジャーな全音階のスケールにチューンされた38弦のハープの、単純化されたバリエーションである。

## ポピュラー音楽

### ロック
パラグアイのポピュラー音楽は同地のポルカの影響を受けているものも多い。ロックはパラグアイの音楽シーンでは人気にあるジャンルである。元大統領のアルフレド・ストロエスネルは独裁体制を敷き、任期中の1954年から1989年の間に表現の自由などを弾圧した。にもかかわらず、Aftermad’s（Los Aftermad's)やLos Blue Capsのような少数のロック・グループが1970年代に創設された。ストロエスネルの独裁が終わる1989年まで、ミュージシャンにとっての厳しい状況は続いた。1990年代から2010年代のグループではen:Flou、en:Revolber、en:Ripe Banana Skins、Area 69、Paiko、Berta Rojas、The Forceなどが活躍した。21世紀のパラグアイのロックバンドは、"Pilsen Rock"や"Quilmes Rock"のような大きな「ロック・フェスティバル」で知名度を上げた。これらのフェスティバルは約数万人の観客を毎年集めている。ロック・バンドの中には、他のラテンアメリカ諸国を含めたツアーを実施するバンドも存在する。

## ジャズ
パラグアイには小規模だがジャズを演奏する音楽家が存在する。主な演奏者はパリート・ミランダ（アルト・サックス）、レミヒオ・ペレイラ（トロンボーン）、ビクトル・「トティ」・モレル（ドラム）、ホルヘ・「ロビート」・マルティネス（ピアノ）、カルロス・スバルツマン（ギター）、カルロス・セントゥリオン（ピアノ）、グスターボ・ビエラ（ギター）、エドゥアルド・「タト」・シジ（ベース）、ビクトル・モレル・フニオール（ドラム）、ヘルマン・レマ（オルガン）、ホセ・ビリャマジョール（ギター）、ブルーノ・ムニョス（テナー・サックス、アルト・サックス）等である。

## クラシック音楽
主な演奏者はアグスティン・バリオス、ホセ・アスンシオン・フローレス、フアン・カルロス・モレノ(es:Juan Carlos Moreno González)
である。シルバは外国で学び、ヨーロッパの技法に基づいて土着の音楽であるグアラニーの発声法を再導入した。モレノはロマン的古典方針にてポピュラーなテーマに霊感を得て作品を作曲した。